# Paul Éluard
Eugène-Émile-Paul Grindel (Saint-Denis, 14 de diciembre de 1895-Charenton-le-Pont, 18 de noviembre de 1952), conocido como Paul Éluard, fue un poeta francés que cultivó de manera significativa el dadaísmo y el surrealismo.

## Biografía
Después de una infancia feliz, se vio afectado por una tuberculosis que lo obligó a interrumpir sus estudios.
Durante la Primera Guerra Mundial fue movilizado como enfermero. En el sanatorio de Davos (Suiza) conoció a Gala, con la que se casó en 1917, y comenzó a escribir sus primeros poemas. Su primer libro, publicado al final de la contienda, fue El deber y la inquietud (1917). En 1918, Jean Paulhan lo descubrió y lo asistió durante toda su vida. Le presentó a André Breton y Louis Aragon, con el que mantuvo toda su vida una relación muy profunda pero también conflictiva (siempre alrededor del comunismo). Entró en el grupo dadaísta en Toulon. Su contribución al dadaísmo comenzó antes de la llegada de este a París. Como Tristan Tzara estaba todavía en Zúrich, editaron conjuntamente cuatro carteles, que difundieron por la ciudad a 1000 ejemplares cada uno.
Tras una crisis conyugal, comenzó una vuelta al mundo que terminó en 1924. Sus poemas de entonces (L'Amour la poésie) son el testimonio de una época difícil: recaída tuberculosa y separación de Gala, que se convirtió en la Egeria de Salvador Dalí con ocasión de unas vacaciones comunes de las dos parejas en la casa de Dalí en Cadaqués, transformada hoy en museo.
En 1926 publicó Capitale de la douleur, que lo consagró como un poeta de primera línea. En 1933 se produjo una crisis con su exclusión del Partido Comunista Francés, al que se había afiliado en 1926. Diez años después, en plena Segunda Guerra Mundial, regresó al partido clandestino. En 1934 se casó con Nusch Éluard, modelo de Man Ray y de Pablo Picasso, «la mascota, la chica de los surrealistas». Desacuerdos políticos lo alejaron del grupo de los surrealistas en 1938. Durante la Segunda Guerra Mundial fue movilizado y desarrolló su actividad en la resistencia. 

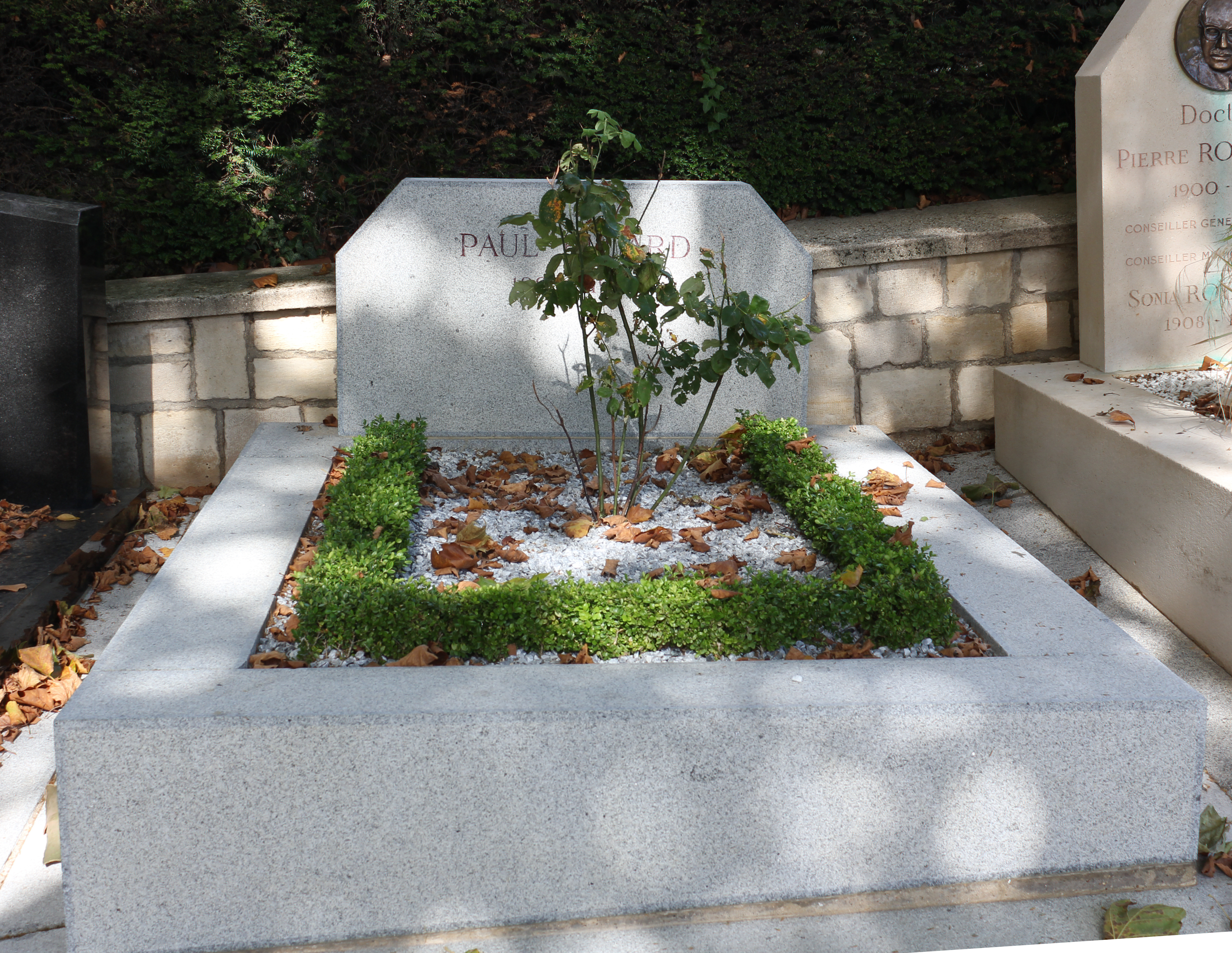
Tumba de Paul Éluard.

Decidió, sobre todo, luchar con las palabras. En su poema Liberté (1942) surgió el genio; transformó un poema de amor ligero y sublime en grito de protesta y compromiso que lo obligó a entrar en la clandestinidad. Su palabra abordó desde entonces, de forma más radical, temas militantes y comprometidos, a los que la extrema concisión formal de su estilo los dotó de un mayor impacto.
En 1943 recogió junto con Pierre Seghers, François Lachenal y Jean Lescure, los textos de muchos poetas de la Resistencia francesa, que publicó en Les Editions de Minuit bajo el título: L'honneur des poètes.
Tras la muerte prematura de Nusch, encontró su último amor, Dominique, y le dedicó su libro Le Phénix, transición entre el horror de la larga decadencia de Nusch y el renacimiento por el amor de Dominique, en el cual los temas de la muerte, la duda y la desesperación se oponen frontalmente a la vida, el amor, la sensualidad y la carne.
Murió en 1952, a consecuencia de un infarto de miocardio, y está enterrado en el Cementerio del Père-Lachaise, en París.

## Obra
En su obra se pueden identificar diferentes etapas:

### Etapa dadaísta
Inició su trayectoria dentro de las vanguardias de los años 20, en compañía de André Breton y Louis Aragon. Dentro de la estética dadaísta publicó 
- El deber y la inquietud (Le devoir et l'inquiétude) (1917),
- Les animaux et leurs hommes (1920)
- Las desdichas de los inmortales (Les malheurs des immortels) (1922).

### Etapa surrealista
Una vez puesto en marcha el surrealismo, se convierte en una de sus figuras más importantes y aporta al movimiento obras como 
- Morir de no morir (Mourir de ne pas mourir) (1924),
- Les dessous d'une vie ou la pyramide humaine (1926),
- Capitale de la douleur (1926; Capital del dolor),
- La libertad o el amor (1927),
- La vida inmediata (La vie immédiate) (1932),
- La rose publique (1934),
- La evidencia poética (1937),
- Curso natural (Cours naturel) (1938),
- Diccionario abreviado del surrealismo (1938).

En 1930 escribe en colaboración con André Breton La Inmaculada Concepción, un curioso libro de poemas en prosa en el que imitan varias enfermedades mentales, en la vena del método paranoico-crítico de Dalí. Este sedujo a la mujer de Éluard, Gala, lo que provocó en el poeta una depresión que lo llevó a desaparecer de la vida pública durante varios meses.

### Etapa comunista
- Poesía y verdad (Poésie et vérité) (1942),
- Le livre ouvert (1942),
- À Pablo Picasso (1944),
- Au rendez-vous allemand (1945),
- Une longue réflexion amoureuse (1945),
- Poésie interrompue (1946),
- Souvenirs de la maison des fous (1946),
- Le dur désir de durer (1946),
- Le temps déborde (1947),
- Poèmes politiques (1948),
- Corps mémorable (1948),
- Une leçon de morale (1949),
- Tout dire (1951),
- Le Phénix (1952),
- Derniers poèmes d'amour (1963). (Reúne: Une longue réflexion amoureuse, Le dur désir de durer, Le temps déborde, Corps mémorable y Le Phénix. Versión española de Jesús Munárriz. Edición bilingüe. Madrid, Ediciones Hiperión, 2005. ISBN 978-84-7517-835-6).